# Goudwanggibbon
De goudwanggibbon (Nomascus gabriellae) is een soort van de familie gibbons (Hylobatidae) en de superfamilie van de mensapen. Goudwanggibbons komen voor in Laos, Cambodja en Vietnam waar zij in hun voortbestaan worden bedreigd door jacht en aantasting van de habitat.

## Beschrijving
Volwassen goudwanggibbons zijn 60-80 cm lang, wegen ongeveer 7 kilo en hebben geen staart. Goudwanggibbons worden gemiddeld 46 jaar oud. De mannetjes zijn zwart en de vrouwtjes zijn lichter van kleur. De jongen zijn in het begin dezelfde kleur als hun moeder zodat ze niet opvallen als ze aan de buik van hun moeder hangen. Daarna worden de jongen zwart en als ze volwassen worden krijgen ze of een lichtere vacht of blijven ze zwart. Dat hangt ervan af of ze een mannetje of een vrouwtje zijn.
Goudwanggibbons zijn uitgesproken bosdieren die overdag actief zijn. Ze trekken rond in groepjes van 3 tot 5 individuen en ze eten voornamelijk fruit en bladeren. In oerbos is hun territorium minder dan 30 ha en in bamboebos tot 100 ha.

## Leefgebied
De goudwanggibbon komt voor in tropisch bos en mogelijk ook in aangrenzend gemengd open bos met bamboe en riviergeleidend, hoogopgaand bos met ondergroei en tussenlaag. In Vietnam, in het Nationaal park Bạch Mã leven de goudwanggibbons in laaglandbos, 400 tot 800 m boven de zeespiegel en niet in hoger gelegen bossen die ook in het park voorkomen. In Laos komen de goudwanggibbons voor in het bekken van de Mekong tot minstens 1550 m in het berggebied Phou Ahyon van de provincie Sekong en tot 1650 m in het reservaatsgebied Nam Et-Phou Louey op de grens van de provincies Hua Phan, Luang Prabang en Xieng Khuang. Maar de gibbons zijn schaars in bossen boven de 1500 m.

## Bedreigingen
De jacht op de gibbons is het grootste gevaar. In Cambodja en Vietnam wordt de gibbon bejaagd voor de handel in huisdieren en in Laos als voedsel (bushmeat). Hoewel de goudwanggibbon kan overleven in matig aangetaste bossen, is vooral in Vietnam door ontbladering (tijdens de Vietnamoorlog), toenemend landbouwkundig gebruik en houtkap veel habitat verloren gegaan.

## In Nederland
Anno April 2018: Goudwanggibbons zijn te vinden in Burgers' Zoo, ARTIS en Van Blanckendaell Park

## In België
Anno April 2018:
Te vinden in Pairi Daiza en in het Pakawi Park